# Baseboll vid panamerikanska spelen
Baseboll vid panamerikanska spelen har spelats sedan premiäråret 1951. Damturneringen tillkom 2015, men fanns sedan inte med 2019.

## Historisk överblick över grenar
| Grenar / År         | 1951 | 1955 | 1959 | 1963 | 1967 | 1971 | 1975 | 1979 | 1983 | 1987 | 1991 | 1995 | 1999 | 2003 | 2007 | 2011 | 2015 | 2019 |
| ------------------- | ---- | ---- | ---- | ---- | ---- | ---- | ---- | ---- | ---- | ---- | ---- | ---- | ---- | ---- | ---- | ---- | ---- | ---- |
| Damernas turnering  |      |      |      |      |      |      |      |      |      |      |      |      |      |      |      |      | X    |      |
| Herrarnas turnering | X    | X    | X    | X    | X    | X    | X    | X    | X    | X    | X    | X    | X    | X    | X    | X    | X    | X    |

## Medaljsammanfattning

### Damernas turnering
| Spel (gren) | Värdort – damernas baseboll | Final   | Final    | Final  | Match om tredjepris | Match om tredjepris | Match om tredjepris     |
| Spel (gren) | Värdort – damernas baseboll | Vinnare | Resultat | Tvåa   | Trea                | Resultat            | Kvalificerad till final |
| ----------- | --------------------------- | ------- | -------- | ------ | ------------------- | ------------------- | ----------------------- |
| 2015        | Toronto, Kanada             | USA     | 11 – 3   | Kanada | Venezuela           | 1 – 6               | Kanada                  |

### Herrarnas turnering
| Spel (gren) | Värdort – herrarnas baseboll           | Final                   | Final    | Final                   | Match om tredjepris | Match om tredjepris              | Match om tredjepris              |
| Spel (gren) | Värdort – herrarnas baseboll           | Vinnare                 | Resultat | Tvåa                    | Trea                | Resultat                         | Fyra                             |
| ----------- | -------------------------------------- | ----------------------- | -------- | ----------------------- | ------------------- | -------------------------------- | -------------------------------- |
| 1951        | Buenos Aires, Argentina                | Kuba                    |          | USA                     | Mexiko              |                                  |                                  |
| 1955        | Mexico City, Mexiko                    | Dominikanska republiken |          | USA                     | Venezuela           |                                  |                                  |
| 1959        | Chicago, USA                           | Venezuela               |          | Puerto Rico             | USA                 |                                  |                                  |
| 1963        | São Paulo, Brasilien                   | Kuba                    |          | USA                     | Mexiko              |                                  |                                  |
| 1967        | Winnipeg, Kanada                       | USA                     |          | Kuba                    | Puerto Rico         |                                  |                                  |
| 1971        | Cali, Colombia                         | Kuba                    |          | USA                     | Colombia            |                                  |                                  |
| 1975        | Mexico City, Mexiko                    | Kuba                    |          | USA                     | Venezuela           |                                  |                                  |
| 1979        | San Juan, Puerto Rico                  | Kuba                    |          | Dominikanska republiken | Puerto Rico         |                                  |                                  |
| 1983        | Caracas, Venezuela                     | Kuba                    |          | Nicaragua               | USA                 |                                  |                                  |
| 1987        | Indianapolis, USA                      | Kuba                    |          | USA                     | Puerto Rico         |                                  |                                  |
| 1991        | Havanna, Kuba                          | Kuba                    |          | Puerto Rico             | USA                 |                                  |                                  |
| 1995        | Mar del Plata, Argentina               | Kuba                    |          | Nicaragua               | Puerto Rico         |                                  |                                  |
| 1999        | Winnipeg, Kanada                       | Kuba                    | 5–1      | USA                     | Kanada              | 9–2                              | Mexiko                           |
| 2003        | Santo Domingo, Dominikanska republiken | Kuba                    | 3–1      | USA                     | Mexiko              | 6–2                              | Nicaragua                        |
| 2007        | Rio de Janeiro, Brasilien              | Kuba                    | 3–1      | USA                     | Mexiko · Nicaragua  | Match om tredjepris spelades ej. | Match om tredjepris spelades ej. |
| 2011        | Guadalajara, Mexiko                    | Kanada                  | 2–1      | USA                     | Kuba                | 6–0                              | Mexiko                           |
| 2015        | Toronto, Kanada                        | Kanada                  | 7–6 (10) | USA                     | Kuba                | 7–6                              | Puerto Rico                      |
| 2019        | Lima, Peru                             | Puerto Rico             | 6–1      | Kanada                  | Nicaragua           | 6–0                              | Colombia                         |

### Fotnoter
1. ↑  ”'It's hard to take': Women's baseball players on the outside looking in at Pan Am Games”. cbc.ca. 23 juli 2019. https://www.cbc.ca/news/canada/montreal/womens-baseball-pan-am-games-2019-1.5220324. Läst 2 december 2022.